# Duvelshoek
Duvelshoek was een wijk in Amsterdam-Centrum gelegen ten noorden van de Reguliersdwarsstraat, ten zuiden van de Reguliersbreestraat ten oosten van de Vijzelstraat en ten westen van de Botermarkt.

## Geschiedenis
De eerste woningen van de Duvelshoek stonden oorspronkelijk buiten de stadsmuren langs de weg die naar de toenmalige Regulierspoort leidde. Het waren eenvoudige houten gebouwen waar voornamelijk pluimveehandelaren woonden. Na de stadsuitbreiding van 1585 kwam de wijk door het verleggen van de stadswal van het Singel naar de huidige Reguliersdwarsstraat binnen de stadsmuren te liggen. De gebouwen werden door de gemeente niet onteigend waardoor eigenaren besloten zelf steegjes en dwarsgangen aan te leggen tussen de door de gemeente aangelegde straten. Zo ontstond er tussen de Reguliersbreestraat en de nieuwe stadswal een deels Joodse wijk die echter buiten de Jodenbuurt van Amsterdam lag. De namen van de stegen en gangen waren:
- Blindemansteeg
- Diamantengang
- Diamantenmuffengang
- Land van Beloftesteeg
- Schapensteeg
- Sint Pietersteeg
- Spaarpotsteeg
- Suikerbakkerssteeg (in 1909 hernoemd in Blindemansteeg)
- Zevensterrengang

De Spaarpotsteeg had ook een toegang vanuit de Vijzelstraat.
Volgens sommige is de naam Duvelshoek een verbastering van Duivenhoek, vanwege de vele pluimveehouders in de buurt. Anderen menen dat de grachtengordelelite de inwoners van de Duvelshoek beschouwde als "baarlijke duivels" waarop werd neergekeken.
Het was een levendige buurt met op straat poppenspelers, straatmuzikanten en waarzeggers. Het was de thuisbasis van de Nederlandse literaire onderwereld, een zwarte boekenmarkt van schrijvers, publicisten en uitgevers met gehaaste artikelen, vunzige poëzie en dwaze teksten vol straatrumoer, ook geschreven door klassiek literaire schrijvers zoals bijvoorbeeld Johannes Kinker, naamgever van de Kinkerstraat. Daarnaast vond er prostitutie plaats en was er veel criminaliteit zoals diefstal, inbraak en waren er zakkenrollers.
Door het Koninklijk Theater Tuschinski werd in 1917 de armoedige en al voor een groot deel gesloopte buurt opgekocht en gesloopt. In vier maanden tijd kocht Abraham Tuschinski het eigendomsrecht van ongeveer 2000 m² voor 600.000 gulden. Het ontruimen van de woningen ging echter minder voortvarend, ook omdat uitlekte wie de grond gekocht had. Het kostte uiteindelijk vier makelaars en 700.000 gulden voordat alle aangekochte woningen leeg en gesloopt waren. 
De Schapensteeg, vernoemd naar grondeigenaar Jacob Schaap, bestaat nog steeds en is gelegen tussen Tuschinski en het de voormalige winkel van Kwekkeboom. 
 Abberdaan · Admiralenbuurt · Amstel III · Amsteldorp · Amstelkwartier · Andreas Ensemble · Apollobuurt · ArenAPoort · Bajeskwartier · Banne Buiksloot · Bedrijventerrein Sloterdijk · Bellamybuurt · Betondorp · Bijlmer · Binnenstad · Bloemenbuurt · Borgerbuurt · Borneo · Bos en Lommer · Buiksloot · Buiksloterham · Buikslotermeer · Buiteneiland · Buitenveldert · Bullewijk · Burgwallen Oude Zijde · Burgwallen Nieuwe Zijde · Centrum Amsterdam Noord · Centrumeiland · Chassébuurt · Chinatown · Cremerbuurt (Amsterdam) · Cruquius · Czaar Peterbuurt · Da Costabuurt · Dapperbuurt · De Aker · De Baarsjes · De Bongerd · De Eendracht · De Heining · De Krommert · De 9 Straatjes · De Omval · De Pijp · Diamantbuurt · Driemond · Disteldorp · Dubbele Buurt · Duivelseiland · Duvelshoek · Elzenhagen · Erasmusparkbuurt · Floradorp · Frederik Hendrikbuurt · Funenpark · Gaasperdam · Gein · Geuzenveld · Gibraltarbuurt · Gouden Reael · Gulden Winckelbuurt · Grachtengordel · Haarlemmerbuurt · Hallenkwartier · Haven-Stad · Haveneiland · Havenstraatterrein · Helmersbuurt · Het Funen · Holendrecht · Hoofddorppleinbuurt · Houthaven · IJ-oevers · IJburg · IJdock · IJplein · Indische Buurt · Jan Maijenbuurt · Java-eiland · Jeruzalem · Jeugdland ·Jodenbuurt · Jordaan · Julianapark · Kadijken · Kadoelen · Kattenburg · Kinkerbuurt · KNSM-eiland · Kolenkitbuurt · Kop van Jut · Van der Kunbuurt · Laan van Spartaan · Landlust · Landstrekenbuurt · Lastage · Leidsebuurt · Lutkemeer · Marathonbuurt · Marineterrein · Marken · Marktkwartier · Medisch Centrum Slotervaart · Mercatorbuurt · Middelveldsche Akerpolder · Molenwijk · Museumkwartier · Nellestein · Nieuw Sloten · Amsterdam Nieuw-West · Nieuwe Pijp · Nieuwendam · Nieuwendammerdijk en Buiksloterdijk · Nieuwendammerham · Nieuwezijde · Nieuwmarkt · Noorderhof · Noordoever Sloterplas · Noordse Bos · Olympisch Kwartier · Omval · Ookmeer · Oostelijk Havengebied · Oostelijke Eilanden · Oostelijke Handelskade · Oostenburg · Oosterdokseiland · Oosterparkbuurt · Oostoever Sloterplas · Oostpoort · Oostzanerwerf · Osdorp · Oud Osdorp · Oud-Oost · Oud-West · Oud-Zuid · Oude Pijp · Oudezijde · Overamstel · Overhoeks · Overtoombuurt · Overtoomse Buurt · Overtoomse Veld · Park Haagseweg · Park de Meer · Plan van Gool · Plan West · Plan Zuid · Planciusbuurt · Plantagebuurt · Postjesbuurt · Prinses Irenebuurt · Rapenburg · Reigersbos · Riekerpolder · Rieteilanden · Rietlanden · Rivierenbuurt · Robert Scottbuurt · Roeterseiland · Ruigoord · Schinkel (bedrijventerrein) · Schinkelbuurt · Science Park · Sloten · Sloterdijk · Sloterdijk-Centrum · Slotermeer · Slotervaart · Sluisbuurt · Spaarndammerbuurt · Spieringhorn · Sporenburg · Sportheldenbuurt · Staatsliedenbuurt · Stadionbuurt · Steigereiland · Strandeiland · Teleport · Transvaalbuurt · Trompbuurt · Tuindorp Buiksloot · Tuindorp Buiksloterham · Tuindorp Nieuwendam · Tuindorp Oostzaan · Tuttifruttidorp · Van Tijenbuurt · Uilenburg · Universiteitskwartier · Valkenburg · Van der Kunbuurt · Van der Pekbuurt · Van Lennepbuurt · Venserpolder · Vlooienburg · Vogelbuurt · Vogeldorp · Vogeltjeswei · Volewijck · Vondelparkbuurt · Vrije Geer · Waalseiland · Watergraafsmeer · Waterlandpleinbuurt · Waterwijk · Weesp · Weesperbuurt · Weespertrekvaartbuurt · Weesperzijde · Westelijke Eilanden · Westelijke Tuinsteden · Westerdokseiland · Westerpark · Westpoort · Willemspark · Wittenburg · Zeeburg · Zeeburgereiland · Zeeheldenbuurt · Zuidas · Zuideramstel